# Tsu (kana)
つ în hiragana sau ツ în katakana, (romanizat ca tsu după sistemul Hepburn și Nippon sau tu după sistemul Kunrei) este un kana în limba japoneză care reprezintă o moră. Caracterul hiragana este scris cu o singură linie, iar caracterul katakana cu trei linii. Kana つ și ツ reprezintă sunetul pronunție în japoneză [t͡su͍] ⓘ.
Originea caracterelor つ și ツ este caracterul kanji 川.

## Variante
Kana つ și ツ se pot folosi cu semnul diacritic dakuten ca să reprezintă un alt sunet:
- づ sau ヅ reprezintă sunetul pronunție în japoneză [zu͍] și sunt romanizate ca zu după sistemul Hepburn și Kunrei sau du după sistemul Nippon.[2]

Aceste kana se mai folosesc foarte rar în texte japoneze contemporane. În mod normal kana pentru su (す / ス) cu dakuten (ず și ズ) sunt folosite pentru reprezentarea sunetului pronunție în japoneză [zu͍].
Caracterele つ și ツ se pot combina cu caracterele minuscule pentru a (ぁ / ァ), i (ぃ / ィ), e (ぇ / ェ) sau o (ぉ / ォ) ca să reprezintă sunete în cuvinte străine care nu există în limba japoneză:
- つぁ sau ツァ reprezintă sunetul pronunție în japoneză [t͡sa] (romanizat ca tsa)[2]
- つぃ sau ツィ reprezintă sunetul pronunție în japoneză [t͡si] (romanizat ca tsi)
- つぇ sau ツェ reprezintă sunetul pronunție în japoneză [t͡se] (romanizat ca tse)
- つぉ sau ツォ reprezintă sunetul pronunție în japoneză [t͡so] (romanizat ca tso)

## Sokuon
Caracterele hiragana minuscul っ și katakana minuscul ッ se folosesc pentru indicarea dublării unei consoană care urmărește sau ocluziunea glotală la sfârșitul unui cuvânt. Semnele っ și ッ sunt denumite sokuon (促音).
Exemplu: ポッキー (romanizat ca pokkī, un fel de dulciuri japoneze)

## Folosire în limba ainu
În limba ainu, katakana minuscul ッ reprezintă sunetul t final și katakana cu handakuten ツ゚ reprezintă sunetul [tu̜]. Pentru aceste sunete se folosesc de asemenea katakana pentru to (ト) minuscul (ㇳ) sau cu handakuten (ト゚). Katakana minuscul ッ indică în mijlocul unui cuvânt dublarea unei consoană care urmărește.

## Forme
| Formă                                    | Rōmaji          | Hiragana        | Katakana        |
| ---------------------------------------- | --------------- | --------------- | --------------- |
| Fără semne diacritice: ts- (た行 ta-gyō) | tsu             | つ              | ツ              |
| Fără semne diacritice: ts- (た行 ta-gyō) | tsuu tsū        | つう, つぅ つー | ツウ, ツゥ ツー |
| Cu semnul dakuten: d/z- (だ行 da-gyō)    | du, zu, dzu     | づ              | ヅ              |
| Cu semnul dakuten: d/z- (だ行 da-gyō)    | duu, zuu dū, zū | づう, づぅ づー | ヅウ, ヅゥ ヅー |

| Romaji | Hiragana | Katakana |
| ------ | -------- | -------- |
| Tsa    | つぁ     | ツァ     |
| Tsi    | つぃ     | ツィ     |
| Tsu    | つ       | ツ       |
| Tse    | つぇ     | ツェ     |
| Tso    | つぉ     | ツォ     |

| Romaji | Hiragana | Katakana |
| ------ | -------- | -------- |
| Zwa    | づぁ     | ヅァ     |
| Zwi    | づぃ     | ヅィ     |
| Dzu    | づ       | ヅ       |
| Zwe    | づぇ     | ヅェ     |
| Zwo    | づぉ     | ヅォ     |

## Ordinea corectă de scriere
|                                      |
| Ordinea corectă de scriere pentru つ |

|                                      |
| Ordinea corectă de scriere pentru ツ |

## Alte metode de scriere
- Braille:

| ・・ －・ ・－ |

- Codul Morse: ・－－・